# Foresta secondaria
Una foresta secondaria è una formazione vegetale che si sviluppa attraverso una successione naturale dopo la distruzione o il degrado della foresta primaria (o vergine). Si differenzia dalle foreste artificiali piantate dall'uomo, nelle quali la composizione delle specie arboree non si stabilisce naturalmente. Nelle regioni tropicali, le foreste secondarie occupano spesso ampie superfici, soprattutto a causa della pratica tradizionale dell'agricoltura itinerante. Se le condizioni ambientali rimangono favorevoli e l'area interessata confina con foreste primarie ancora intatte, la foresta secondaria può gradualmente evolvere verso lo stato originario, man mano che le specie arboree tipiche della comunità climax tornano a colonizzare la zona. La durata di questo processo dipende principalmente dall'estensione dell'area deforestata.
Nei tropici, la foresta secondaria si distingue dalla foresta primaria soprattutto per l'assenza degli alberi emergenti più alti, per la minore altezza della volta arborea e per la maggiore densità della vegetazione del sottobosco. Inoltre, la biodiversità di queste foreste secondarie risulta generalmente più bassa rispetto a quella delle foreste primarie.